# 五色ヶ原 (乗鞍岳)
五色ヶ原（ごしきがはら）は、乗鞍岳の西側の一帯に広がる台地。岐阜県高山市にある。

## 概要
標高1,300～1,600m、3,000ha。観光開発などから取り残されたのが幸いし、豊かな自然が現在まで残っている。多くの滝や湖沼が点在している。
2004年7月から認定ガイド（インタープリター）が同行しないと入山できないという日本で初めての制度を導入している。あらかじめ設定されている2つのコースをガイドに従ってグループ単位で歩く。入山者の人数制限も行われている。
入山規制の法的根拠があいまいであることに加え、ガイド料金が非常に高額であり、自由な散策を求める登山の上級者からは不満の声も上がっている。入山料等については「高山市乗鞍山麓五色ヶ原の森の設置及び管理に関する条例」及び同規則により定められている。またガイド料（指定管理者が徴収）も規則に定められており、そこでは例えば2人で申し込めば一人当たり19380円、6名以上で申し込めば一人当たり7640円（実際は保険料など込みで9000円）と、いずれにせよ高額との印象はまぬかれない。この相当な収入も健全に経営されているとはいいがたく、当然散策路の整備に相当部分が費やされるべきだが、令和２年には７月の災害により散策路が破損したとして目標額50万円のクラウドファンディングを立ち上げている。